# Brexit

Az Egyesült Királyság és az Európai Unió a Brexit után

Az Európai Unió a Brexit után

A Brexit (vagy brexit) nemzetközileg elterjedt elnevezés az Egyesült Királyság kilépésére az Európai Unióból. Két angol szó összevonása: British (magyarul 'brit') + exit ('távozás', 'kijárat').
Az EU-ból való kilépés lehetőségéről Az Európai Unióról szóló szerződés 50. cikke rendelkezik, amely szerint minden egyes országnak lehetősége van a kilépésre. Ennek következtében a kilépésről minden ország a saját alkotmányos szabályai szerint határozhat.
Az Egyesült Királyság 2020. január 31-én kilépett az Európai Unióból, ugyanakkor a kilépést az Európai Unió és az Egyesült Királyság által elfogadott megállapodás alapján egy 2020. december 31-ig tartó átmeneti időszak követte. Ebben az átmeneti időszakban az Egyesült Királyságban továbbra is az uniós jogot kellett alkalmazni, az uniós jogban a tagállamok körébe az Egyesült Királyságot továbbra is bele kellett érteni.

A Brexit lényegesebb eseményeinek rövid összefoglalása
Miután a kilépés tárgyában tartott nem ügydöntő jellegű 2016. júniusi népszavazáson a kilépést támogató szavazatok voltak többségben, az Egyesült Királyság parlamentjének jóváhagyásával Theresa May miniszterelnök 2017. március 29-én jelentette be az Egyesült Királyságnak az Európai Unióból való kilépési szándékát a lisszaboni szerződés 50. cikke alapján.
Korábban, 2017 januárjában Theresa May brit miniszterelnök 12-pontos tervet jelentett be a brit tárgyalási célokról, és megerősítette, hogy a kormány nem kívánja fenntartani a brit részvételt az Európai Közös Piacban. Ígéretet tett a „nagy visszavonási törvény” kidolgozására, amely az 1972-es, az Európai Közösségről szóló brit törvényt helyezné hatályon kívül, illetve beillesztené a fenntartani szándékolt EU-jogszabályokat az Egyesült Királyság jogrendszerébe. A kilépés feltételeit még nem tárgyalták meg, és ideiglenesen az Egyesült Királyság egyelőre még az Európai Unió teljes jogú tagja marad.
A brit parlament alsóháza mind 2019 januárjában, mind 2019. március 12-én nagy arányban leszavazta a Brexitről az Európai Unióval kötendő megállapodásnak a Theresa May miniszterelnök által beterjesztett (márciusban némileg kiegészített) változatát. 2019. március 12-én 242-en szavaztak a javaslat elfogadása mellett és 391-en ellene.
 2019. március 27-én 441 szavazattal 105 ellenében támogatta a brit parlament alsóháza azt, hogy elhalasszák a Brexitet. Az azt megelőző EU-csúcson elfogadott egyezség alapján a kilépés 2019. május 22-én történik meg, ha a britek március 29-éig elfogadják a Brexitről szóló megállapodást, ha pedig nem, a londoni kormánynak április 11-ig jeleznie kell, hogy hosszabb halasztást kér és részt vesznek az EP-választáson. Ha nem jelzik, akkor megegyezés nélkül kieshetnek az unióból.
A 2019. március 29-én tartott harmadik szavazáson is elutasította az alsóház a Theresa May által javasolt kilépési megállapodást. Ez alkalommal az igenek száma 286, a nemek száma 344 volt. Az Európai Bizottság sajnálkozását fejezte ki a negatív döntés miatt. A brexit tehát az eredetileg megszabott időpontig, 2019. március 29-ig nem történt meg.
2019. május 24-én Theresa May miniszterelnök bejelentette, hogy június 7-én távozik a kormányzó Konzervatív Párt és a kormány éléről.
Theresa May utódja, Boris Johnson, 2019. július 24-én lépett hivatalba. Johnson világossá tette, hogy legkésőbb 2019 októberében mindenképpen végre akarja hajtani a kilépést vagy az Európai Unióval kötendő Brexit-megállapodással, vagy akár annak megkötése nélkül is.
2019. augusztus 28-án a brit sajtó közölte, hogy II. Erzsébet királynő elfogadta Boris Johnson miniszterelnök kérését, és felfüggeszti a brit parlament ülésezését, 2019. szeptember 9-étől október 14-ig. A brit legfelsőbb bíróság azonban egyhangú döntésével 2019. szeptember 24-én semmisnek és törvénytelennek mondta ki a parlamenti ülésszak felfüggesztéséről hozott határozatot, így ezt követően a brit parlament folytatta munkáját.
Mivel az Európai Unióval való megállapodás megkötését egy kilépni szándékozó tagállam számára nemzetközi szabály nem írja elő, Theresa May lemondása után Boris Johnson miniszterelnök igyekezett kihasználni a brit választók széles tömegeinek elégedetlenségét és türelmetlenségét amiatt, hogy a 2016-as népszavazás eredménye ellenére a Brexit 2019 őszéig sem történt meg. Ebben az időszakban a brit belpolitika alapvető kérdésévé vált a kilépés módja. 
2019. október 17-én az EU-tagországok brüsszeli csúcstalálkozóján aláírták az Egyesült Királyság rendezett európai uniós kiválásának feltételeiről szóló megállapodást, amely az Egyesült Királyság parlamentjének és az Európai Parlamentjének a jóváhagyása után léphet hatályba.
2019. október 28-án az Európai Unió 27 tagállama egyhangúlag jóváhagyta Boris Johnson brit kormányfő Brexittel kapcsolatos halasztási kérelemét. Ezek szerint 2019. október 31-e helyett 2020. január 31-ig halasztják el az Egyesült Királyság kiválását az Európai Unióból.Ugyanakkor, amennyiben a brit parlament korábban elfogadja az EU-val kötött, a kilépési feltételeket rögzítő megállapodást, akkor már2019-ben, november 1-én vagy december 1-én is kiléphet az Egyesült Királyság az EU-ból.
Bár a brit alsóház előző nap még elutasította, 2019. október 29-én megszavazta Boris Johnson indítványát előrehozott parlamenti választások 2019. december 12-én való megtartására. (A törvényjavaslatot még a Lordok Házának is jóvá kell hagynia, végül a királynőnek is alá kell írnia a kihirdetéshez.)
2019. december 20-án a brit parlament alsóháza 124 fős többséggel elfogadta a 2019 októberében előkészített Brexit-megállapodás szövegét, mely szerint az Egyesült Királyság 2020. január 31-ével kilép az Európai Unióból.
2019. január 29-én az Európai Parlament képviselői kétnapos plenáris ülésükön - 621 szavazattal, 49 ellenében, és 13 tartózkodás mellett - jóváhagyták az Egyesült Királyság uniós tagságának megszűnéséről szóló megállapodást. Ezzel dőlt el, hogy az Egyesült Királyság 2020. január 31-én megállapodással hagyja el az Európai Uniót.

## A szó eredete
A „Brexit” (csakúgy, mint korábbi változata, a „brixit”) szóösszerántás, a „British” és az „exit” szavakból. A korábbi grexit szó mintájára készült, amely Görögország (angolul Greece) lehetséges kilépését jelölte az eurózónából, illetve az EU-ból. A brexit szót a brit EU-kilépésre Peter Wilding használhatta először egy Euractive blog bejegyzésben, 2012. május 15-én.
Nem hivatalosan gyakran használják a „kemény brexit” (angolul hard Brexit), illetve a „puha brexit” (soft Brexit) kifejezéseket, amelyek arra utalnak, milyen lehet az Egyesült Királyság viszonya az EU-hoz a kilépést követően. „Kemény” lehet a viszony, ha ugyanúgy kereskedne az EU-országokkal, mint bármely más országgal, a Kereskedelmi Világszervezet szabályai alapján, miközben nem kellene elfogadnia a személyek szabad áramlásának szabályait. „Lágy” lehet, ha megmarad az EU közös piacában való tagság az áruk és szolgáltatások tekintetében és a személyek szabad mozgásának legalább bizonyos foka, az Európai Gazdasági Térség szabályai szerint.

## A kilépést megelőző eseménytörténet

### Az Egyesült Királyság az Európai Unió tagjaként
Az Egyesült Királyság 1973-ban csatlakozott az Európai Közösségekhez, az EU elődjéhez. Az ország tagságát népszavazás erősítette meg 1975-ben. Az 1970-es és 1980-as években főleg a Munkáspárt és szakszervezeti vezetők támogatták a kilépést. Az 1990-es évek óta a kilépés fő támogatója a Függetlenségi Párt (UKIP), és növekvő számban támogatták a konzervatívok is.

### 2016-os események

#### A népszavazás
A népszavazás során a szavazók 51,9 százaléka (17,41 millió szavazó) foglalt állást az EU-ból való távozás mellett, és 48,1 százalék (16,14 millió ember) választotta a maradást.

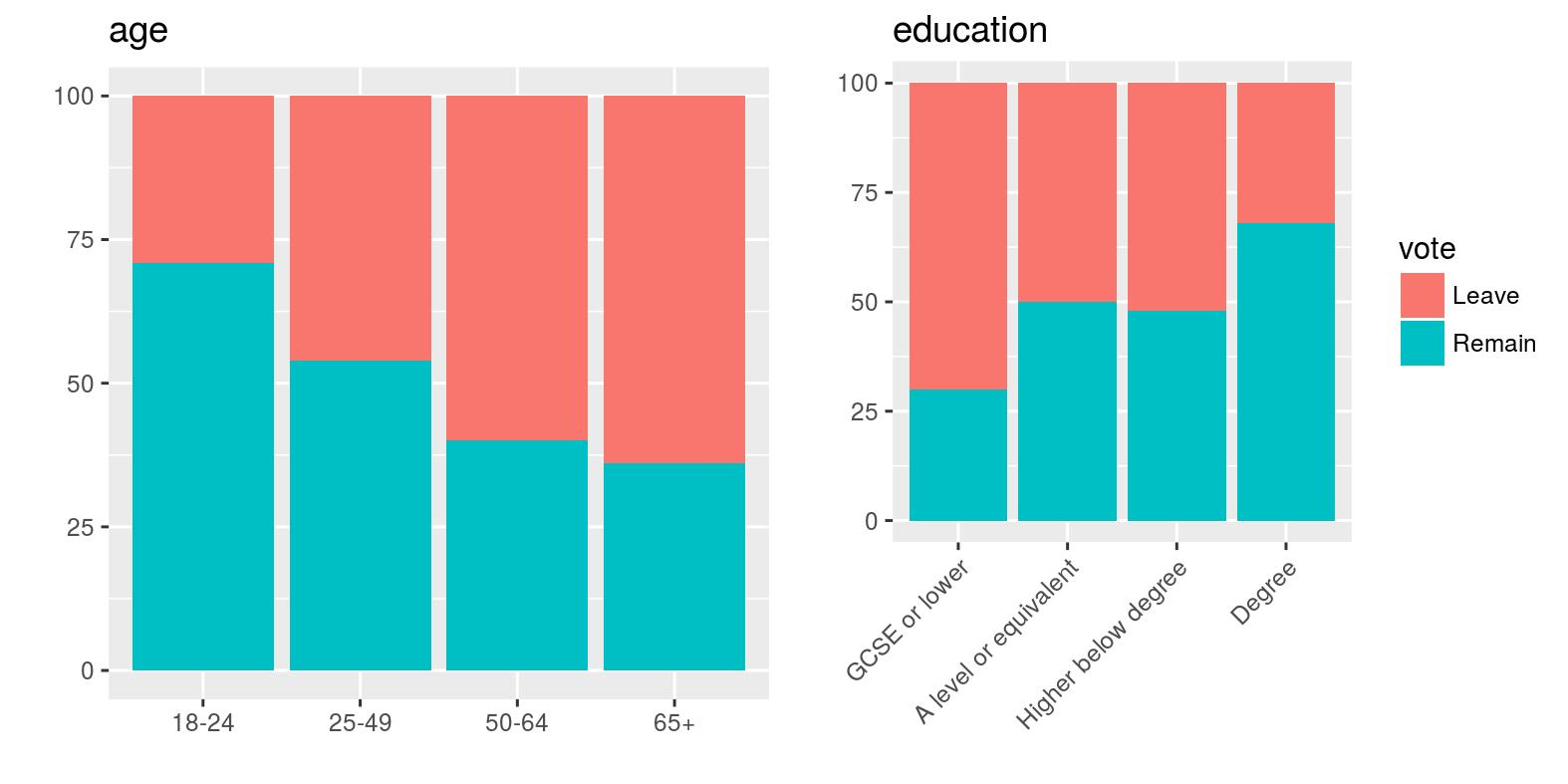
Az EU népszavazás eredményei kor és képzettség szerint
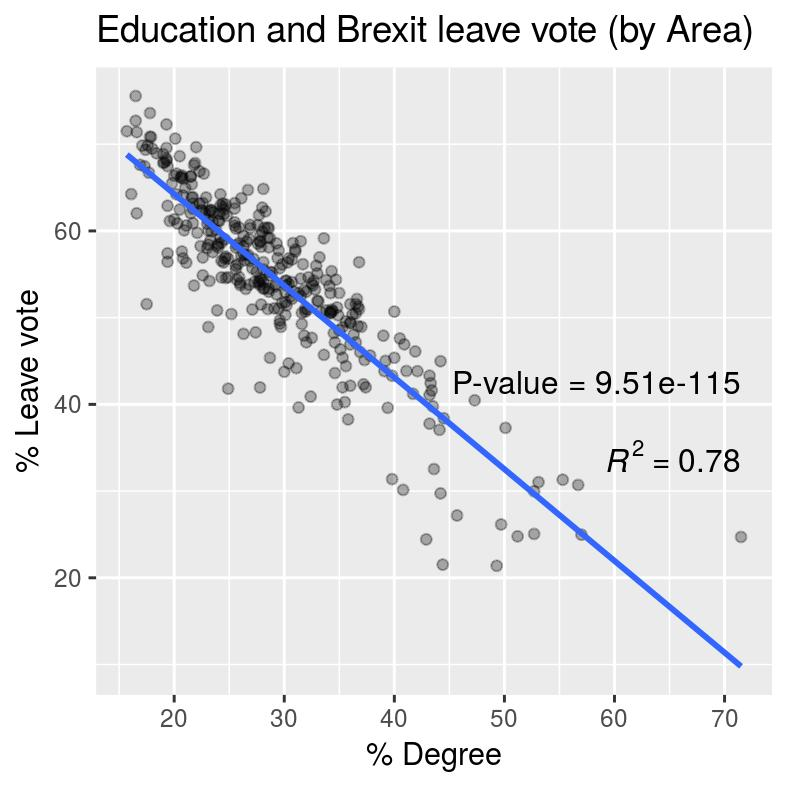
A képzettség és a kilépés támogatása közötti összefüggés.

A részletes statisztikai adatok jól illusztrálják, hogy a fiatalok, akiknek a jövőjéről szólt a népszavazás, döntően maradás-pártiak voltak, de nem mentek el elegen a szavazásra. Ezen kívül egyértelműen a képzettség mértékével arányosan csökkent a kilépés támogatása. Több mint négymillióan írták alá azt a petíciót, amelyet újabb népszavazás kiírásáért indítottak el, de július 9-én a kérést elutasította a kormány.

#### A népszavazás közvetlen politikai következményei

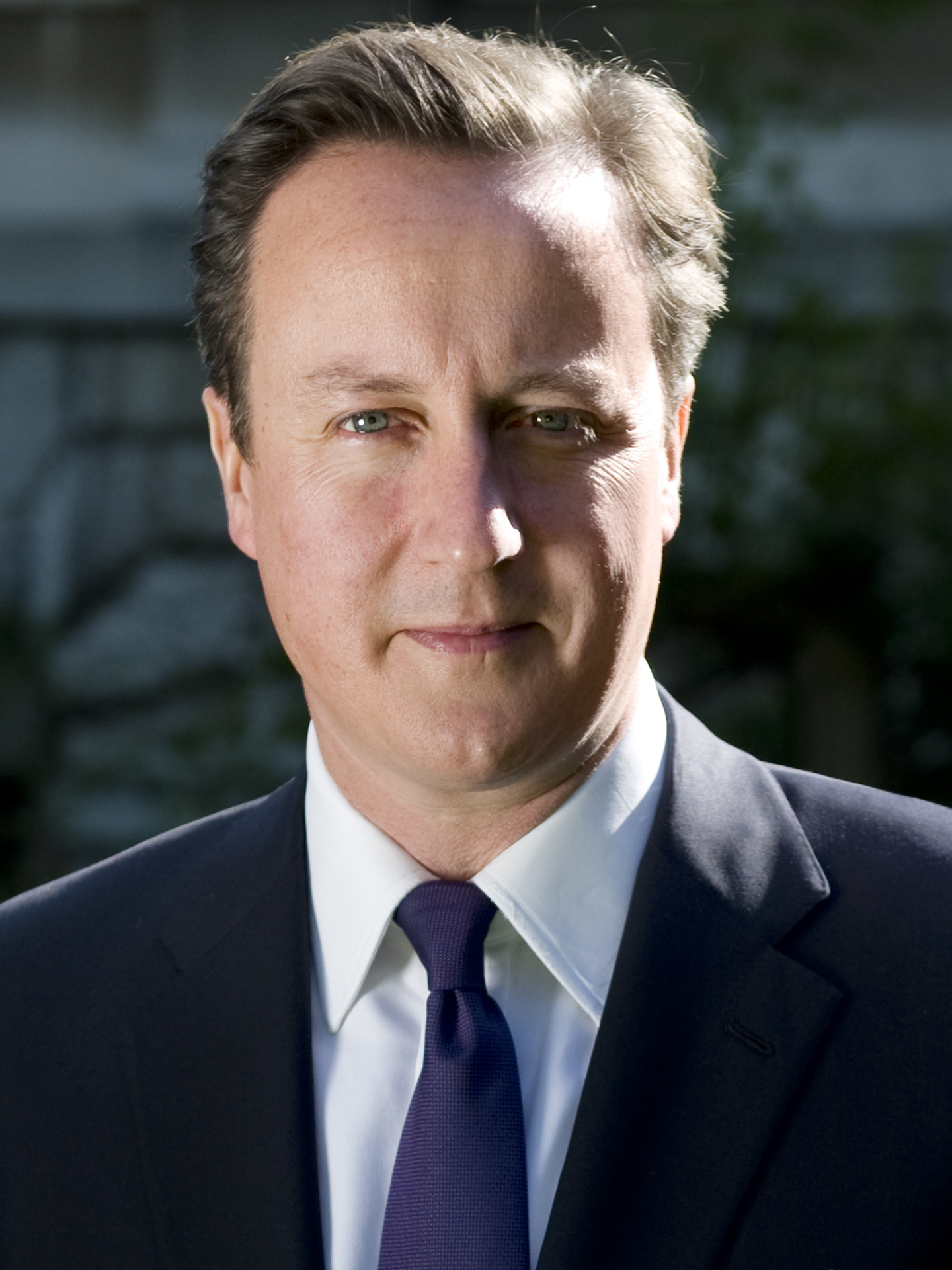
David Cameron

Az eredmény kihirdetése után Cameron bejelentette, hogy októberig lemond. Ezt 2016. július 13-án meg is tette. A Konzervatív Párton belüli verseny eredményeképp Theresa May lett a miniszterelnök. George Osborne helyett Philip Hammond lett a kincstári kancellár (pénzügyminiszter), Boris Johnson korábbi londoni polgármester a külügyminiszter és David Davis az európai uniós kilépésért felelős miniszter. A Munkáspárt vezetője, Jeremy Corbyn bizalmi szavazást vesztett a pártján belül, és pártválasztásokat írtak ki. Július 4-én Nigel Farage, a UKIP feje is lemondott.
Az országon kívül sok euroszkeptikus vezető ünnepelt, és azt vetítette előre, hogy a britek példáját mások is követik majd. A jobboldali populista holland Geert Wilders azt mondta, hogy Hollandiának követnie kéne a példát és népszavazáson dönteni az EU-tagságról. A közvélemény-kutatások a következő hetekben azonban azt mutatták Európában, hogy Hollandiában és másutt is csökkent az euroszkeptikus mozgalmak támogatottsága.
Egy héttel a népszavazás után Gordon Brown korábbi munkáspárti miniszterelnök, aki a lisszaboni szerződés aláírója volt 2007-ben, arra a kockázatra figyelmeztetett, hogy az országnak a következő évtizedben újra kell majd járnia a népszavazási vitát. Azt írta, hogy a maradók tábora úgy érzi, pesszimistáknak kell lenniük, hogy bebizonyítsák, a brexit nem valósítható meg katasztrófa nélkül, miközben a távozás támogatói eltúlzottnak találják az emlegetett gazdasági veszélyeket.
A Brown előtti munkáspárti miniszterelnök, Tony Blair 2016 októberében amellett érvelt, hogy legyen új népszavazás a tagságról, vagy döntsön a parlament, vagy egy új választás. John Major korábbi konzervatív miniszterelnök 2016 novemberében azt mondta, hogy akármilyen lesz is a kilépési megegyezés, a parlamentnek ratifikálnia kell, és utána a megállapodás függvényében nyílhatna lehetőség egy újabb népszavazásra.

### 2017-es események
A vélemények megoszlottak, vajon a kormány az 50. cikk aktiválásához élhet-e a korona külügyi felségjogával a parlament felhatalmazása nélkül is. Végül 2017. január 24-én a Legfelsőbb Bíróság a Miller-ügyet tárgyalva úgy döntött, hogy szükséges a parlamenti hozzájárulás. Az ügyre úgy tekintettek, mint amelynek alkotmányos jelentősége van a felségjog külügyi hatáskörének meghatározásában. A Legfelsőbb Bíróság azt a döntést is hozta, hogy Skócia, Wales és Észak-Írország törvényhozásainak nincs jogköre megvétózni a döntést. (Skócia és Észak-Írország régióiban a „maradás” kapott több szavazatot.) A parlament 2017. február 1-én túlnyomó többséggel felhatalmazta a miniszterelnököt, hogy folyamodjon az 50. cikkhez, elfogadva az erről szóló törvényjavaslatot.
Az Egyesült Királyság kormánya 2017 márciusában bejelentette az uniós szerződés 50. cikke szerinti kilépési szándékát. Az uniós szerződés szerint a kilépés dátuma 2019. március 29-én helyi idő szerint 23:00-kor, közép-európai idő szerint éjfélkor lett volna (a tényleges kilépésre végül 2020. február 1-jén került sor).
A brit közgazdasági intézmények elemzései túlnyomórészt egyetértenek abban, hogy a kilépés közép- és hosszú távú következményei az egyébként erős brit gazdaság számára egyértelműen negatívak lesznek.

#### Várható következmények az EU számára
- A népszavazás után nem sokkal a német parlament elemzést adott közre a brexit következményeiről az EU-ra és ezen belül is Németország gazdasági és politikai helyzetére.[49] Az elemzés megállapította, hogy az Egyesült Királyság Németország harmadik legfontosabb exportpiaca, az Egyesült Államok és Franciaország után. A német export a britekhez, áruban és szolgáltatásban, évente mintegy 120 milliárd értékű, azaz a teljes német kivitel 8 százaléka. Németország kereskedelmi többlete ebben a relációban 2014-ben 36,3 milliárd euró volt. "Kemény brexit esetén az exportra a WTO vámjai és tarifái lennének érvényesek. A teljes kivitel átlagos tarifája 2,4 százalék, de például az autókivitelre 9,7 százalék, tehát ezt az iparágat különösen érzékenyen érintené a "kemény brexit". Összesen 750 ezer németországi munkahely függ a brit exporttól, miközben a brit oldalon hárommillió munkahely függ az EU-ba irányuló exporttól.
- A 2009-es lisszaboni szerződés szerint az EU Tanácsának döntéseit minősített többséggel hozza, ami azt jelenti, hogy legalább négy tagállam kell bármely döntés megvétózásához. A szabályt eredetileg azért alkották, hogy ne a három legnépesebb tagállam – Németország, Franciaország és Nagy-Britannia – domináljon a Tanácsban.[50] A gazdaságilag liberális britek távozása után a németek és a hasonlóan viselkedő észak-európai országok – a hollandok, skandinávok és a baltiak – elveszítenek egy fontos szövetségest és egyúttal potenciálisan a döntéseket blokkolni tudó kisebbséget.[51] Így más EU-tagok felülírhatják a németek és szövetségeseik szándékait az EU-költségvetéssel, vagy a bajban lévő dél-európai bankok betéteire nyújtott német banki garanciákat illetően.[52]
- A brexittel az EU második legnagyobb gazdaságát, harmadik legnépesebb tagját veszíti el, amely egyúttal a világ pénzügyi központja.[53] Ezenfelül, az EU második legnagyobb nettó költségvetési befizetőjét veszíti el. (2015-ben a németek 14,3 milliárd eurót fizettek be, az Egyesült Királyság 11,5 milliárdot és a franciák 5,5 milliárdot.)[54]
- A britek kilépésével a többi nettó befizetőre jelentősen nagyobb teher járul, kivéve ha csökkentik a költségvetést. Enélkül a németeknek például 2019-ben és 2020-ban is 4,5 milliárd euróval többet kellene befizetniük. A britek nem maradhatnának az Európai Beruházási Bank részvényesei sem, mert csak EU-tagállamok birtokolhatják a bank részvényeit. A jelenlegi brit tulajdoni részesedés 16 százalék (2013-as adat szerint 32,9 milliárd euró), és ezt a britek visszavonják, hacsak nem változik az EU Szerződése.[55]
- A brexittel az EU legerősebb katonai hatalmát veszíti el,[56][57] egyikét annak a két tagállamnak, amelyeknek nukleáris fegyvere van és az ENSZ Biztonsági Tanácsának állandó tagjai.
- A Német Nemzetközi és Biztonsági Ügyek Intézetének dolgozó Tim Oliver jelentésében kibővítette az elemzést arra a kérdésre, mit jelentene a brexit az EU egésze számára. Szerinte a kilépés "potenciálisan alapvetően megváltoztathatja az EU-t és az európai integrációt. A protekcionizmus felé billentheti az egyensúlyt, kiélezheti a meglévő ellentéteket, és az EU széteséséhez vezető centrifugális erőket engedhet szabadjára. Az alternatíva, hogy leglázadóbb tagjától megszabadulva az EU hatékonyabbá teszi a vezetését."[58] Egyes szerzők kiemelik az EU-tagság természetének minőségi megváltozását a brexit után: "Az Egyesült Királyság esete megmutatta, hogy az uniónak a fenntarthatóságához folyamatosan karban kell tartania a tagságot, ami az egyes tagok hozzájárulását illeti a közös jóhoz, jogokban és kötelességekben is.[59]
- Felmerült, hogy más tagállamok is követhetik-e a britek példáját a kilépésben. Ez ellen szól, hogy a legtöbb tag erősebben függ az EU-tól, mint a britek, és hogy a kisebb tagállamok gazdasága megszenvedné a kilépést.[59]
- Mivel az EU szorosabb együttműködésére, belső kohéziójának fejlesztésére irányuló, főleg német-francia kezdeményezésű törekvéseknek az Egyesült Királyság az eddigiekben a legtöbb esetben erős fékezője volt. A Brexit után így például megerősödhet az EU védelmi együttműködése, amit eddig a britek következetesen akadályoztak, a NATO elsőbbségére hivatkozva.[60]

#### Jogi következmények
Már 2017-ben megindult különböző jogi szakterületeken a várható következmények elemzése. Így például a védjegyoltalom területén a kilépés módjának és tényleges időpontjának ismerete nélkül csak annyi világos egyelőre, hogy az Egyesült Királyságra nem fog kiterjedni a továbbiakban az európai uniós védjegyek oltalma. (Addig viszont igen.)

### 2018-as események

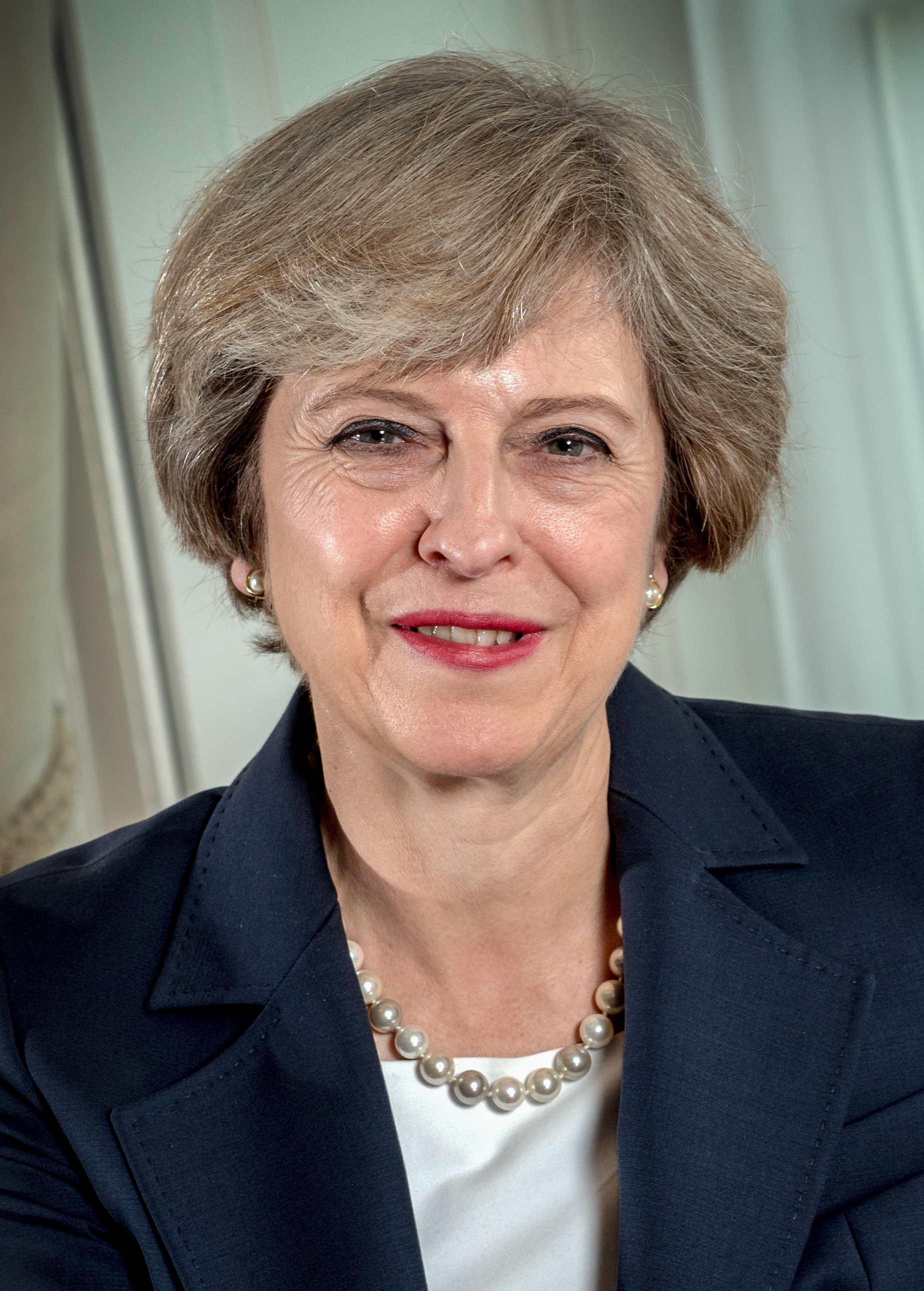
Theresa May

2018 végére világossá vált, hogy a Brexit jóval bonyolultabb, mint ahogy azt a közvélemény a Brexit-népszavazás előtt elképzelte. Feloldhatatlan akadálynak bizonyult, hogy az Egyesült Királyság és Írország egyrészt meg akarta tartani a két ország közötti határ szabad átjárhatóságát a személy- és áruforgalomban, másrészt viszont az Egyesült Királyság szabadságot akart kapni az EU-val való vámunió elhagyására (egy későbbi szabadkereskedelmi egyezmény aláírása után). Végül 2018 novemberében született egy kompromisszumos megállapodás, amely szerint az ország a Brexit után is vámunióban marad az EU-val (és így Írországgal is), de azzal a feltétellel, hogy ha Nagy-Britannia idővel kilépne a vámunióból, Észak-Írország akkor-is a vámunióban maradna. A megállapodást az EU csúcstalálkozóján elfogadták, de hamar világos lett, hogy a brit parlament nem fogja támogatni a tervet: a Brexit-párti képviselők szerint a Brexit utáni helyzetben az Egyesült Királyság továbbra is túlzott mértékben Brüsszel befolyása alatt maradna, a maradáspárti képviselők pedig inkább a Brexit-népszavazás megismétlését követelték. A zűrzavaros politikai helyzetben 48 konzervatív képviselő bizalmatlansági indítványt terjesztett be May ellen. Az indítvány sikere esetén Mayt leváltották volna a pártvezetői tisztjéről, és helyére a párt egy másik politikust jelölt volna a kormány élére. A 2018. december 12-i titkos szavazáson azonban végül a Tory képviselők 200:117 arányban támogatták Mayt, aki így megőrizhette a miniszterelnöki pozíciót.

### 2019-es események

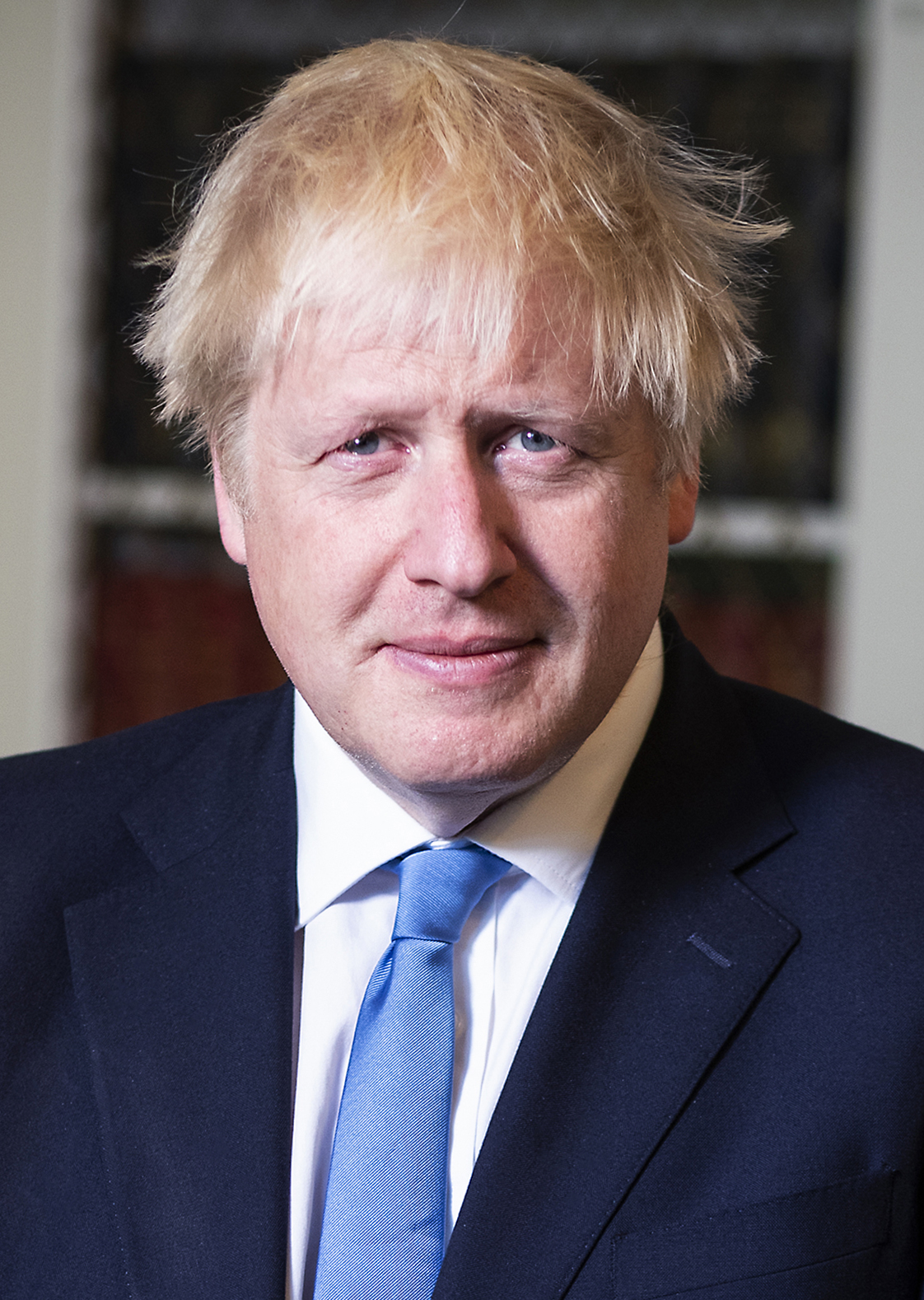
Boris Johnson

2019. január 7-én terheléspróbát tartottak a doveri kikötőnél közel százötven kamion részvételével, hogy szimulálják mi történne a közúti árufuvarozással, ha megállapodás nélküli kilépés során visszaállna a vámellenőrzés. A teszt során be is bizonyosodott, amit korábbi tanulmányok alapján sejteni lehetett, hogy az ellenőrzések okozta várakozások hatalmas, több tíz kilométeres dugókat okoznának az autópályákon brit és francia oldalon is, ráadásul egy nap százötvennél jóval több kamion fordul meg a kikötőkben. A rendezetlen jogi viszonyok pedig óriási káoszt vetítenek előre a kereskedelemben is.
2019. január 15-én a brit alsóház 206 igen és 432 nem szavazattal elutasította az EU-val kötendő megállapodásnak a Theresa May által beterjesztett tervezetét. A Munkáspárt által a kormányfővel szemben ezt követően benyújtott bizalmatlansági indítványt ugyanakkor a brit alsóház elutasította, 306 igen szavazattal és 325 nemmel.
2019. február 26-án az alsóházban Theresa May megerősítette, hogy a kormány legkésőbb 2019. március 12-éig ismét az alsóház elé terjeszti érdemi szavazásra az EU-val való (2018. novemberben elért, a parlament által 2019. januárban elutasított) Brexit-megállapodás újabb változatát. Ehhez a kormány Brexit-stratégiájának teljesen új elemeként hozzátette: ha a megállapodást az alsóház a következő szavazáson is elvetné, a kormány másnap azt a kérdést fogja szavazásra terjeszteni, hogy a parlament hozzájárul-e az Egyesült Királyságnak az EU-ból való megállapodás nélküli kilépéséhez. Ha a szavazás eredménye erre is nemleges lenne, a brit képviselők ezt követően harmadnap a Brexit halasztásáról szavazhatnának.
2019. február 27-én a brit parlament alsóháza elutasította a Munkáspárt módosító indítványát, amely vámuniós viszonyrendszer fenntartását írta volna elő az Európai Unióval a brit EU-tagság megszűnése, a Brexit után is. A Munkáspárt az indítványának a leszavazása esetére kilátásba helyezte, hogy támogatni fog minden olyan kezdeményezést, amely új EU-népszavazás kiírását irányozza elő.
2019. március 6-án a brit parlament nem választott tagokból álló felsőháza felszólította a brit kormányt: tárgyaljon az Európai Unióval arról, hogy az Egyesült Királyság kilépését követően vámuniót hoznak létre.
2019. március 12-én az alsóház ismét elutasította Theresa May kormányfőnek az EU-val kötendő kilépési egyezményre vonatkozó, a januárihoz képest kiegészített formában benyújtott javaslatát. A képviselők ezúttal 391 nem szavazattal dobták vissza a javaslatot, míg a támogató szavatok száma 242 volt.
2019. március 13-án a brit képviselők kifejezték szándékukat, hogy nem akarnak megállapodás nélküli, rendezetlen Brexitet, majd a következő napon, március 14-én megszavazták, hogy a kormány a március 29-i határidő meghosszabbítását kérje az EU-tól.
Ekkor felmerült, hogy Theresa May egy harmadik szavazást is kezdeményezhet az általa javasolt kilépési megállapodásról.
2019. március 18-án John Bercow, az alsóház elnöke nyilatkozatot olvasott fel a Háznak, amelyben kifejtette, hogy ellentétes lenne a brit parlamenti szokásjoggal, ha a március 12-én elutasított javaslatot ismét szavazásra bocsátná, hacsak nem történik lényegi változtatás a javaslatban.
2019. március 23-án több százezren tüntettek Londonban a Brexit ellen, miközben azon a héten 4,3 millió online aláírás jött össze pár óra alatt a brit kormány és a parlament hivatalos petíciós honlapján új népszavazást követelve.
2019. március 25-én Sir Oliver Letwin beterjesztése alapján a parlament vette át a kezdeményezést arra, hogy kivegye a kormány kezéből a brexit-folyamat irányítását, és maga próbáljon valamilyen alternatív brexit-forgatókönyv mögé többséget felsorakoztatni, egyúttal kitörni a patthelyzetből. Az indítványra – amelyet Theresa May miniszterelnök nem támogatott – 329, ellene 302 képviselő voksolt. A kimutatások szerint a beterjesztést 31 konzervatív képviselő is megszavazta, dacolva saját kormányával.
2019. március 27-én 441 szavazattal 105 ellenében támogatta a brit parlament alsóháza azt, hogy március 29-én még ne lépjen ki az Egyesült Királyság az EU-ból. A folytatásáról és a Brexit feltételeiről sem született döntés, mivel képviselők nyolc alternatíváról szavaztak, ám kivétel nélkül mindet elvetette a többség. Ezek között volt, amelyik a belső piaci tagság megtartásával képzelte volna el a Brexitet (soft Brexit), volt amelyik a no deal elkerülése érdekében visszavonta volna a kilépésről szóló indítványt, és nem ment át az sem, amely a megállapodást népszavazással erősíttette volna meg.
A 2019. március 29-én megtartott harmadik szavazáson is elutasította az alsóház a Theresa May által javasolt kilépési megállapodást. Ez alkalommal az igenek száma 286, a nemek száma 344 volt.
2019. április 4-én Theresa May levélben fordult Donald Tuskhoz, az Európai Tanács elnökéhez és ebben a brit EU-tagság megszűnésének legfeljebb június 30-ig terjedő halasztását kérte, nyitva hagyva a korábbi kilépés lehetőségét.
2019. április 10-én EU-csúcstalálkozót tartottak, amelyen a tagállamok 2019. október 31-ig biztosítottak újabb határidőt a brit kilépésre. Ennek megfelelően az Egyesült Királyság is köteles tagállamként megszervezni és lebonyolítani a 2019-es európai parlamenti választásokat.
2019. április 12-én Manfred Weber, az Európai Néppárt csúcsjelöltje szerint új népszavazást kellene tartani a Brexit ügyében. A kilépés elhúzódása miatt megtartandó brit európai parlamenti választásoknál Weber szerint a Brexit elvonja a figyelmet az európai ügyekről.
Az ügy elhúzódása a helyiek jelentős részét enerválttá tette, akik egyre kétségesebbnek érzi a kilépést, a helyi sajtó a Brexitet már bukásként kezeli, aminek utózöngéi eltarhatnak még egy darabig. Az EU-ban viszont továbbra is jelentős problémaként viszonyulnak hozzá.
2019. április 24-én Nicola Sturgeon skót első miniszter felvetette, hogy Skóciában még a jelenlegi parlamenti időszakban (2021-ig) újabb népszavazást kellene tartani az országrész függetlenségéről, ha Skóciát akarata ellenére kiléptetik az Európai Unióból. A brit kormány illetékes minisztere azonnal visszautasította a felvetést.
2019. május 24-én az egyre sokasodó kudarcok miatt Theresa May brit miniszterelnök június 7-i hatállyal bejelentette lemondását. May bukását a Brexittel kapcsolatos tárgyalások és egyeztetések sorozatos kudarca okozta, legfőképp az ország határainak átjárhatóságát érintő kérdések váltak áthidalhatatlanná, ráadásul az ellenzéken kívül még saját pártja is leszavazta a Brexittel kapcsolatos javaslatait, és kormányából is nem kevesebben, mint 36-an távoztak.
Theresa May utódja Boris Johnson lett, aki 2019. július 24-én lépett hivatalba. Johnson nem sokkal ezután leszögezte, hogy legkésőbb októberben mindenképpen végre fogja hajtani a kilépést egy új Brexit-megállapodással, vagy akár anélkül is. Az EU kilépésügyi főtárgyalója, Michel Barnier viszont újra egyértelművé tette, hogy nem nyitható újra a brit EU-tagság megszűnésének feltételrendszerét rögzítő szerződés.
Ursula von der Leyen, az Európai Bizottság elnöke még megválasztása előtt ugyanakkor hajlandónak mutatkozott a Brexit határidejének esetleges meghosszabbítására, ha az segíti Nagy Britannia és az EU kapcsolatának minél jobb megőrzését.
Johnson egyik első miniszterelnöki beszédében győzködte a hallgatóságát, hogy a kilépés a briteknek csupa előnnyel fog járni, aztán az Észak-Írország és Írország közti kereskedelemre vonatkozó úgynevezett „backstop-egyezmény” újratárgyalását kezdeményezte, noha azt az EU vezetői már lezártnak tekintik.
Első skóciai útján rá akarta venni Nicola Sturgeon skót első minisztert, hogy segítsen a kilépés újratárgyalásában, de amellett, hogy a skótok kifütyülték Sturgeon is csak azt tudta megismételni, hogy rendezetlen Brexit esetén Skócia népszavazást tart az önállóságáról, mert ők az Unió tagjai kívánnak maradni. Közben Johnson kormánya egy új egymilliárd fontos költségvetési csomagot tervezett a megegyezés nélküli kilépés esetére, melyet újabb milliárdok követtek a még megelőző években elkülönített több mint 4 milliárd fonton felül.
Egy júliusi közvélemény-kutatás szerint a megkérdezett britek 27%-a gondolta úgy, hogy az Egyesült Királyság október végén kilép az EU-ból, 56% szerint viszont bent marad, 16% nem tudott válaszolni. Egy lehetséges népszavazás esetén viszont már kiegyenlítettebb számok jöttek: 45% a maradásra, 41% a kilépésre szavazna, míg egy másik kutatás szerint 47% szerint rossz, 40% szerint helyes döntés a kilépés.
Egy augusztusban kiszivárgott kormányzati jelentés szerint a brit kormány is számol a kilépés okozta káoszra a kereskedelemben, a közlekedésben és a gazdaságban is. Közben Jeremy Corbyn, a brit Munkáspárt elnöke szervezkedni kezdett egy kormányzattal szembeni bizalmatlansági indítvány lehetőségével, aminek sikeressége esetén ő lenne egy átmeneti szakértői kormány élén, ami ígérete szerint akár vissza is vonná a Brexitet. Corbyn megosztó személye azonban gátja ennek a lehetőségnek, ráadásul bármi is történik, megfelelő politikai lépésre már csak a kilépés október 31-i dátuma után van lehetőség.
2019. augusztus 28-án a Sky News közölte, hogy II. Erzsébet királynő elfogadta Boris Johnson miniszterelnök kérését, és felfüggeszti a brit parlament ülésezését, 2019. szeptember 9-étől október 14-ig. Bár a miniszterelnök szerint a képviselőknek lesz elég idejük, hogy vitázzanak a Brexitről, az uniós vezetők október 17-i, döntő fontosságú brüsszeli csúcstalálkozója előtt és után is, az ülésszak felfüggesztését még aznap John Bercow, a Képviselőház elnöke és Jeremy Corbyn, a Munkáspárt vezetője is élesen bírálta.
2019. szeptember 3-án Phillip Lee konzervatív képviselő átült a Liberális Demokraták közé. Ezzel a konzervatívok vezette koalíció kisebbségbe került a képviselőházban.
2019. szeptember 4-én a londoni alsóház 327 – 299-es szavazati aránnyal elfogadta azt a törvénytervezetet, amely megtiltja a kormánynak az ország rendezetlen, megállapodás nélküli kiléptetését az Európai Unióból. A héten a felsőház is jóváhagyta a jogszabály tervezetét.
 Ezek szerint: ha október 19-ig a parlament nem járul hozzá egy új Brexit-megállapodáshoz, sem ahhoz, hogy az ország EU-tagsága megállapodás nélkül szűnjön meg, a miniszterelnöknek kezdeményeznie kell az EU-nál az október 31-én esedékes kilépés elhalasztását három hónappal, 2020. január 31-ig.
Ezt követően Boris Johnson miniszterelnök az alsóházban javaslatot nyújtott be a 2019. október 15-re előrehozott parlamenti választásra; az alsóház a javaslatot elutasította.
2019. szeptember 24-én a brit legfelsőbb bíróság egyhangú döntésével semmisnek és törvénytelennek mondta ki a parlamenti ülésszak felfüggesztéséről hozott határozatot. Ezt követően a brit parlament folytatta munkáját.
2019. október 2-án került nyilvánosságra annak a levélnek a tartalma, amelyet Boris Johnson miniszterelnök Jean-Claude Junckerhez, az Európai Bizottság elnökéhez címzett. A levélben a brit kormánynak az északír vámhatár kérdésével kapcsolatos új javaslata található.
2019. október 17-én az EU-tagországok brüsszeli csúcstalálkozóján aláírták az Egyesült Királyság rendezett európai uniós kiválásának feltételeiről szóló megállapodást. A jogilag kötelező érvényű egyezményen túl egyidejűleg elfogadták a jövőbeli viszonyrendszer körvonalait felvázoló, módosított politikai nyilatkozatot is. A kiválási megállapodás az Egyesült Királyság parlamentjének és az Európai Parlamentjének a jóváhagyása után léphet hatályba.
2019. október 19-én a brit Képviselőház nem döntött a kiválás feltételeiről Boris Johnson miniszterelnök és az EU között létrejött megállapodás érdeméről. Boris Johnson két levelet küldött még aznap éjjel az Európai Tanácsnak: az egyik (aláíratlan) levélben kezdeményezte a brit EU-tagság megszűnése napjának újabb halasztását, a másikban ugyanakkor közölte az Európai Tanáccsal, hogy személy szerint hibának tartaná a kérés teljesítését.
Bár a brit alsóház előző nap még elutasította, 2019. október 29-én hétórás vita után, harmadik olvasatban 438-20 arányban elfogadta Boris Johnson indítványát az előrehozott parlamenti választások 2019. december 12-én történő megtartásáról.

#### Magyarország felkészülése a rendezetlen kilépésre
Magyarország kormánya 2019. február 26-án benyújtott egy törvényjavaslatot, amely rendezetlen kilépés esetén nyolc hatályos törvényt módosított volna:
1. A foglalkoztatás elősegítéséről és a munkanélküliek ellátásáról szóló 1991. évi IV. törvény módosítása;
2. A társadalombiztosítás ellátásaira és a magánnyugdíjra jogosultakról, valamint e szolgáltatások fedezetéről szóló 1997. évi LXXX. törvény módosítása;
3. A társadalombiztosítási nyugellátásról szóló 1997. évi LXXXI. törvény módosítása;
4. A kötelező egészségbiztosítás ellátásairól szóló 1997. évi LXXXIII. törvény módosítása;
5. A családok támogatásáról szóló 1998. évi LXXXIV. törvény módosítása;
6. A szabad mozgás és tartózkodás jogával rendelkező személyek beutazásáról és tartózkodásáról szóló 2007. évi I. törvény módosítása;
7. A megváltozott munkaképességű személyek ellátásairól és egyes törvények módosításáról szóló 2011. évi CXCI. törvény módosítása;
8. Az ügyvédi tevékenységről szóló 2017. évi LXXVIII. törvény módosítása.

Az Országgyűlés által elfogadott törvény a Magyar Közlöny 2019. évi 50. számában jelent meg: 2019. évi XV. törvény Egyes törvények Nagy-Britannia és Észak-Írország Egyesült Királysága Európai Unióból történő rendezetlen kilépése esetére szükséges módosításáról.

## A kilépési megállapodás elfogadása
- 2019. december 20-án a brit parlament alsóháza 124 fős többséggel elfogadta[17] a 2019 októberében előkészített[18] Brexit-megállapodás szövegét, mely szerint az Egyesült Királyság 2020. január 31-ével kilép az Európai Unióból.
A korábbi megállapodás-tervezetek elfogadását több alkalommal is az gátolta meg, hogy azokban nem volt garantálva, hogy az Egyesült Királyság véglegesen ki tud válni az Európai Unió vámszabályai alól.
Az Egyesült Királyság és Írország között 1998-ban aláírt Nagypénteki egyezmény garantálja az ír-északír határ szabad átjárhatóságát, így a Brexit kapcsán olyan megoldást kellett találni, amely az Egyesült Királyság EU-ból történő kilépése után is lehetővé teszi az Ír-sziget belső határának ellenőrzés nélküli átjárhatóságát. A megoldás végül az lett, hogy az Európai Unió vám-határa nem az Írország és Egyesült Királyság közötti határra, hanem az Ír-sziget és Nagy-Britannia közé kerül (így tehát az Egyesült Királysághoz tartozó Észak-Írország az EU vám-fennhatósága alatt marad).
- 2020. január 22-én a brit parlament felsőháza is elfogadta a kilépésről szóló megállapodást.[108]
A felsőház január 21-én még módosításokat javasolt a megállapodás szövegében,[109] de az alsóház a szöveget változatlan formában küldte vissza elfogadásra a felsőháznak.[108]
- 2020. január 23-án a királynő is jóváhagyta a kilépését szabályozó törvényt, amely gyakorlatilag a törvény kihirdetésének felel meg.[110]
- 2020. január 23-án az EP alkotmányügyi bizottsága (AFCO) nagy többséggel elfogadta jelentését, amelyben azt ajánlja az Európai Parlamentnek, hogy fogadja el a kilépési megállapodást.[111]
- 2020. január 24-én Ursula von der Leyen (az Európai Bizottság elnöke) és Charles Michel (az Európai Tanács elnöke) Brüsszelben aláírta a megállapodást.[111]
- 2020. január 24-én Boris Johnson brit miniszterelnök is aláírta a Londonba szállított megállapodást.[112]
- Az összes brit jogi aktus lezárultát követően Dominic Raab brit külügyminiszter aláírta a Brexit-megállapodás ratifikációs okmányát, melyet 2020. január 29-én Tim Barrow, az Egyesült Királyság Európai Unió mellé rendelt állandó képviseletének vezetője letétbe helyezett Brüsszelben.[113]
- 2020. január 29-én az EP plénuma 621 igen szavazattal, 49 nem ellenében és 13 tartózkodás mellett ratifikálta a megállapodást.[114]
Guy Verhofstadt, az Európai Parlament Brexit-ügyi megbízottja a szavazás előtti vitát azzal kezdte, hogy ez a szavazás nem a Brexit melletti vagy elleni szavazás, hanem hogy egy rendezett Brexitre voksolnak-e a rendezetlen ellenében.[115]
A képviselők a megállapodás elfogadását követően az Auld Lang Syne dalt közösen elénekelve búcsúztak el az Európai Uniót elhagyó Egyesült Királyságtól.[116]
- A megállapodást a tagországok kormányainak képviselőiből álló tanács úgynevezett írásbeli eljárás keretében január 30-án fogadta el.[117] Uniós részről ezzel fejeződött be a kilépési megállapodás jóváhagyási folyamata.
- Az Európai Unió Hivatalos Lapja (EUR-Lex) 2020. január 31-i számában az alábbi nemzetközi megállapodásokat tette közzé:[118]

- A Tanács (EU) 2020/135 Határozata (2020. január 30.) a Nagy-Britannia és Észak-Írország Egyesült Királyságának az Európai Unióból és az Európai Atomenergia-közösségből történő kilépéséről szóló megállapodás megkötéséről
- Megállapodás a Nagy-Britannia és Észak-Írország Egyesült Királyságának az Európai Unióból és az Európai Atomenergia-közösségből történő kilépéséről
- Az Európai Unió által a Nagy-Britannia és Észak-Írország Egyesült Királyságának az Európai Unióból és az Európai Atomenergia-közösségből történő kilépéséről szóló megállapodás 185. cikke harmadik bekezdésével összhangban tett nyilatkozat
- Értesítés a Nagy-Britannia és Észak-Írország Egyesült Királyságának az Európai Unióból és az Európai Atomenergia-közösségből történő kilépéséről szóló megállapodás hatálybalépéséről

- Az Egyesült Királyság tagsága az Európai Unióban január 31-én nyugat-európai idő szerint 23:00-kor (közép-európai idő szerint éjfélkor) megállapodással szűnt meg.

### A kilépést követő átmeneti időszak
A január 31-i kiválás az Egyesült Királyság és az Európai Unió együttműködésében csak jogi változást jelent, gyakorlatit nem: február elsejétől egy átmeneti időszak kezdődik. Ebben az időszakban bár az Egyesült Királyság már nem tagja az Európai Uniónak, de a folyamatok még a korábbi évek szabályai alapján folytatódnak.
Az átmeneti időszak idején a feleknek megállapodásra kell jutniuk azokban a kérdésekben, amelyekben a jövőben is együtt kell működniük, pl. a kereskedelem szabályozása, a két fél közötti szabadkereskedelmi megállapodás elfogadása, büntetőügyekben folytatott igazságügyi együttműködés, adatvédelem, gyógyszerekkel kapcsolatos szabályozási kérdések, repülésbiztonság, közúti árufuvarozás, védelem és biztonságpolitika, halászati kérdések.
Az átmeneti időszakban az EU állampolgárai továbbra is mindenfajta korlátozás nélkül utazhatnak be az Egyesült Királyságba, hogy ott éljenek, dolgozzanak vagy tanuljanak: a kilépési megállapodás fontos pontja volt, hogy a britek az átmeneti időszak alatt ugyanúgy biztosítják az országukban élő, vagy oda érkező uniós állampolgárok jogait.
Az átmeneti időszak 2020. december 31-én fejeződött be.
2020 szeptemberének második hetében Boris Johnson törvénytervezetet terjesztett be, amit a képviselőház elfogadott. Az új törvény minden körülmények között mentesíti az észak-írországi üzleti vállalkozásokat az Egyesült Királyságon belüli kereskedelemben bármiféle külön vámdokumentációs kötelezettség alól, és felhatalmazza a brit kormányt arra, hogy az észak-írországi protokoll előírásait figyelmen kívül hagyja. A brit kormány indokolása szerint meg akarja védeni az Egyesült Királyság gazdasági és területi integritását arra az esetre is, ha nem sikerülne kétoldalú szabadkereskedelmi megállapodást elérni az Európai Unióval. Az Európai Unió részéről a brit törvényt a kilépési megállapodás megsértésének nevezték.

## Az átmeneti időszak eseménytörténete
- 2020. február 3-án az EU közzétette az előzetes tárgyalási tervezetét,[122] a brit kormány pedig a saját állásfoglalását.[123]

- Boris Johnson egy Kanadával fennálló rendszerhez (CETA) hasonló szabadkereskedelmi megállapodást szeretne, lényeges viszont, hogy az EU-Kanada megállapodás nem terjed ki a pénzügyekre, így a "Passport rights"-ról is külön tárgyalni kellene, hogy London továbbra is Európa pénzpiacának a centrumában maradhasson. Johnson elveti annak lehetőségét, hogy a belső piachoz való hozzáférés feltétele a norvégokhoz hasonló módon az legyen, hogy elfogadják az uniós jogszabályokat, illetve az Európai Unió Bíróságának joghatóságát.

Fontos megérteni, hogy a britek úgy látják: "beköszöntött a nagyszerű elgondolások ideje, új távlatok nyíltak előttünk, a világ más államaival is széleskörű megállapodást fogunk kötni, nem csak az Európai Unióval". Az Egyesült Királyság határozott célja, hogy új piacokon jelenjen meg: mivel Ázsiától Amerikáig számos nagy állam szeretne bejutni a brit piacra, így könnyen lehet nem az EU-val kötendő megállapodásnak lesz a legnagyobb vonzereje.
- Komolyabb nézetkülönbség látszik a halászati jog kérdéseiben is: amíg a britek meg akarják tartani az országuk vizei feletti ellenőrzést, addig az EU egy kölcsönös kvótarendszert és egymás vizeihez való hozzáférést szeretne.
- Hasonlóan gondolkodnak a felek abban, hogy vámmentes kereskedelmet szeretnének.
- Mindkét fél fenntartaná a képzettségek kölcsönös elfogadását.

- Magyar Levente, a Külgazdasági és Külügyminisztérium parlamenti államtitkára 2020. február 4-i sajtótájékoztatóján úgy nyilatkozott, hogy bár Magyarország elveszítette az egyik EU-n belüli fontos szövetségesét, de a kormány abban bízik, hogy a brit-magyar gazdasági kapcsolatok a Brexitet követően erősödni fognak.[126]
- Miután Michael Gove hivatalosan is megerősítette, hogy az brit kormány nem kíván élni a jövőbeli kétoldalú kapcsolatrendszer kialakítására szánt 2020. december 31-ig tartó átmeneti időszak meghosszabbításának lehetőségével, 2020. június 12-én Maroš Šefčovič, az Európai Bizottság intézményközi kapcsolatokért felelős biztosa arra hívta fel a figyelmet, hogy az Egyesült Királysággal történő tárgyalások felgyorsítására van szükség.[127]
- 2020. december 24-én az Európai Bizottság és a brit kormány tárgyalódelegációja – hosszú tárgyalássorozat után – megállapodásra jutott az Egyesült Királyság kiválása utáni viszonyok feltételeinek szabályairól. Ezzel megvalósul az ún. „rendezett Brexit”. A megállapodást még a 28 kormánynak és a parlamenteknek jóvá kell hagyniuk.[128]

## Nagy-Britannia és Észak-Írország eltérő jogállása a Brexit után
Annak érdekében, hogy fenntartsák az Ír-sziget belső határának ellenőrzés nélküli átjárhatóságát (Észak-írország és az Ír Köztársaság határán  ne kelljen ellenőrzéseket végezni, melyet az Egyesült Királyság és Írország között 1998-ban aláírt Nagypénteki egyezmény garantál), 2021. január 1-től az Egyesült Királyságban Nagy-Britanniára és Észak-Írországra számos esetben eltérő szabályok vonatkoznak. A Brexit-megállapodáshoz fűzött 64 oldalas észak-írországi jegyzőkönyv alapján Észak-Írország a Brexit után is harmonizált viszonyrendszerben maradt az Európai Unió egységes belső piacával és vámuniójával:
- Nagy-Britannia (Anglia, Skócia, Wales) esetében megváltoztak a ki- és beutazás szabályai, valamint a Nagy-Britanniából érkező, illetve oda tartó termékek is vám- és áfa-kötelessé váltak
- Észak-Írországgal kapcsolatban továbbra is az EU vám, áfa és statisztikai jogszabályait kell alkalmazni).[130]

A fentiek miatt a Brexit után különösen nagy jelentősége lett annak, hogy pontosan használjuk a Nagy-Britannia kifejezést, és azt ne keverjük az Egyesült Királyság kifejezéssel: Észak-Írország nem része Nagy-Britanniának, de vele együtt alkotja az Egyesült Királyságot.

## Utólagos hatások

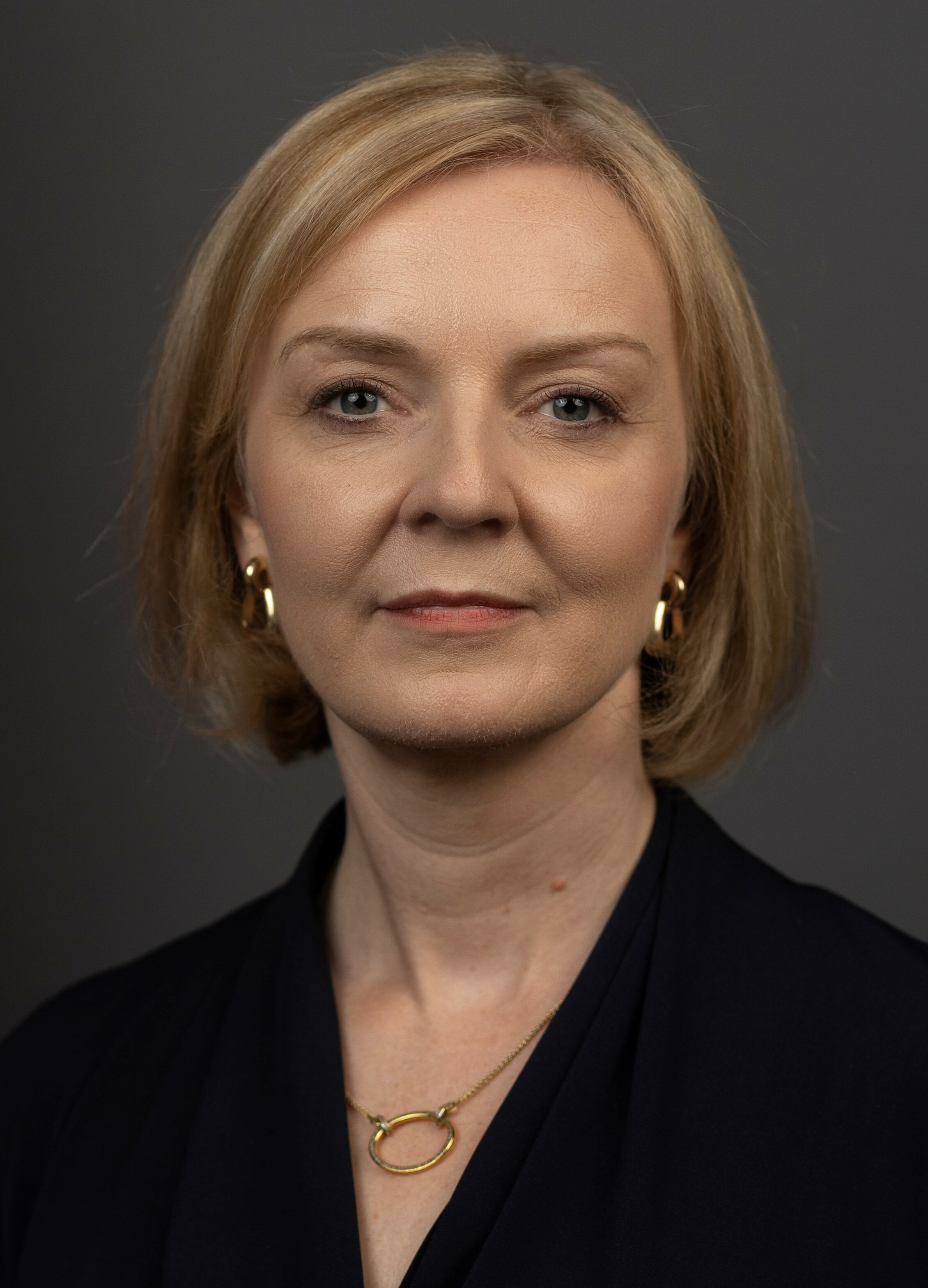
Liz Truss

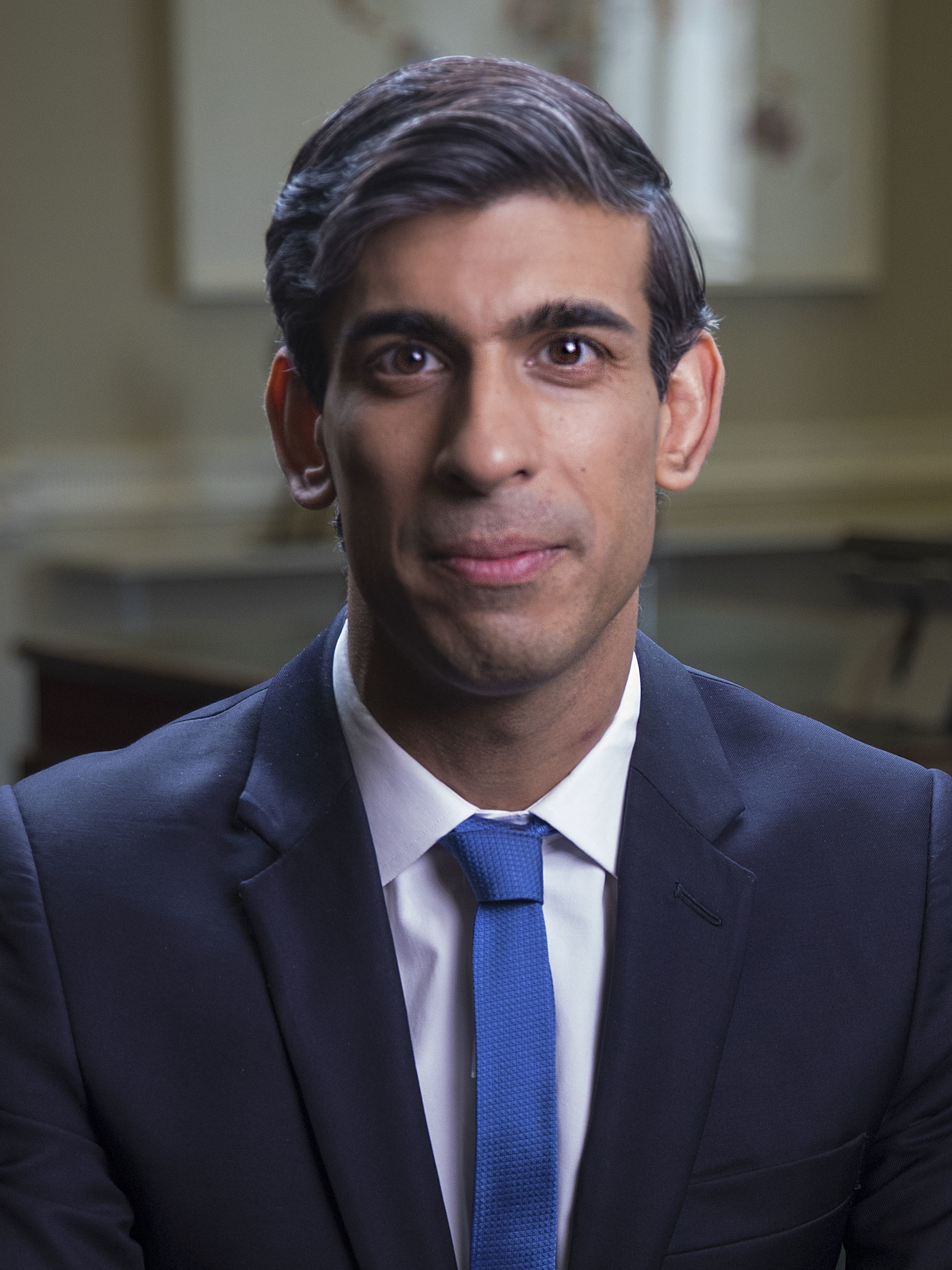
Rishi Sunak

A brexit leginkább gazdasági fronton mutatta meg egyértelműen negatív hatását, de drámaibb személyi események is történtek. 2021-re a brit áruellátás is zavarba került a megváltozott szabályok miatt, ráadásul a brexit-párti Boris Johnson látványosan húzódozott az úgynevezett Észak-ír Protokoll elfogadásától, ami megakadályozná a vámhatárok kialakulását az Egyesült Királyság tagországai között. Az időszakos krízis hamar megemelte a brexitet ellenzők számát. A brit részről is vállalt, de elodázott egyezség miatt az EU kötelezettségszegési eljárást is indított. Közben Nicola Sturgeon akkori skót miniszterelnök is belebegtette egy újabb skót függetlenségről szóló népszavazás tervét, miután Skócia az EU-tagság mellett foglalt állást.
Johnson végül 2022. július 7-én mondott le a miniszterelnökségről, miután politikai szövetségesei is kihátráltak mögüle, igaz, a lemondásához az időközben kitört Covid19-pandémia alatt illegálisan megtartott privát partik botránya is jelentősen hozzájárult. Utóda, Liz Truss az addigi legrövidebb brit miniszterelnöki mandátumot mondhatta magáénak, miután kudarcba fulladt adócsökkentési programja miatt szintén lemondásra kényszerült 44 nap után. A posztra ezután Rishi Sunak korábbi pénzügyminiszter került, első indiai származásúként.
Ebben az időben rekordmagas volt a brexit-ellenzők száma, amit az is befolyásolt, hogy megszűnt az emberek, a tőke, az áruk és a szolgáltatások kötetlen kétoldalú mozgásának automatikus szabadságjoga. Főleg a brit élelmiszerek exportja vált bonyolulttá az EU felé. Ettől függetlenül így is megmaradtak a konzervatívokon belül keményvonalasabb brexit-hívők. Sunak és Ursula von der Leyen, az Európai Bizottság elnöke végül 2023 februárjában állapodott meg a vitás Észak-ír Protokollról, ami a vámunió kérdését rendezi. Pár hétre rá viszont már arról jelent meg hír a brit belügyminisztérium részéről, hogy 2024 végétől mindenkinek vízumot kell kiváltania a beutazáshoz.
Közben az is nyilvánvalóvá vált, hogy a brexit gyengítette a brit gazdaság eredményeit, 2021-ben még India is lehagyta GDP-ben. Az éves GDP csökkenését 2023-ban 4-5 százalék körülire becsülték a szakértők. Az egyik legbefolyásosabb brit gazdasági előrejelző cég számításai szerint félmillió  munkavállaló hiányzik a brit gazdaságból, a beruházások értéke pedig 2016 óta stagnál.
A brexit fő „reklámarca”, az egykori UKIP-vezető Nigel Farage is elismerte 2023 májusában, hogy a brexit elbukott, igaz, ő a „hasznavehetetlen” konzervatív politikustársait okolta ezért, és pillanatig nem gondolta, hogy jobb lett volna országának az EU-ban maradnia. A korábban szintén brexitet támogató exminiszter George Eustice 2023 júliusában is már egy olyan megállapodásról beszélt a munkaerőhiány miatt, ami megkönnyítené az EU és az Egyesült Királyság közti munkavállalást. Későbbi elemzések is borúsabb kilátásokat prognosztizáltak az elkövetkező évekre, miközben a gazdasági mutatók is rosszabbul állnak a brexit előtti időkhöz képest, igaz, ehhez számos más tényező, főleg a Covid19-pandémia is hozzájárult. Az is látszódott, hogy a kilépéspártiak egyértelműen érzelmi okok, leginkább a szuverenitás miatt érezték indokoltnak a kilépést, vállalva akár az ezzel járó gazdasági nehézségeket is, amik viszont a várakozásokhoz képest jóval nagyobb mértékben sújtották az országot. Rishi Sunak miniszterelnök – aki annak idején szintén a brexit mellett kampányolt, és azóta megsokasodtak a kormányzási problémái – ennek ellenére úgy nyilatkozott, hogy a brexit óta Nagy-Britannia gazdasága gyorsabban növekszik, mint a francia és a német gazdaság.
Egy 2023 végi közvélemény-kutatás is megerősítette, hogy a brit felnőtt lakosság többsége egyértelműen károsnak ítélte a brexitet. A Cambridge-i Egyetem gazdaságkutató műhelye, a Cambridge Econometrics átfogó elemzésében arról számolt be 2024 januárjában, hogy a Brexit addig legalább 140 milliárd fontos kárt okozott az országnak, egy évtizedes távlatban pedig 311 milliárd font veszteséget prognosztizáltak. Az élelmiszer- és gépjárműexporttal kapcsolatos megváltozott szabadkereskedelmi megállapodások a brexit után négy évvel is további egyeztetési nehézségeket jelentettek.

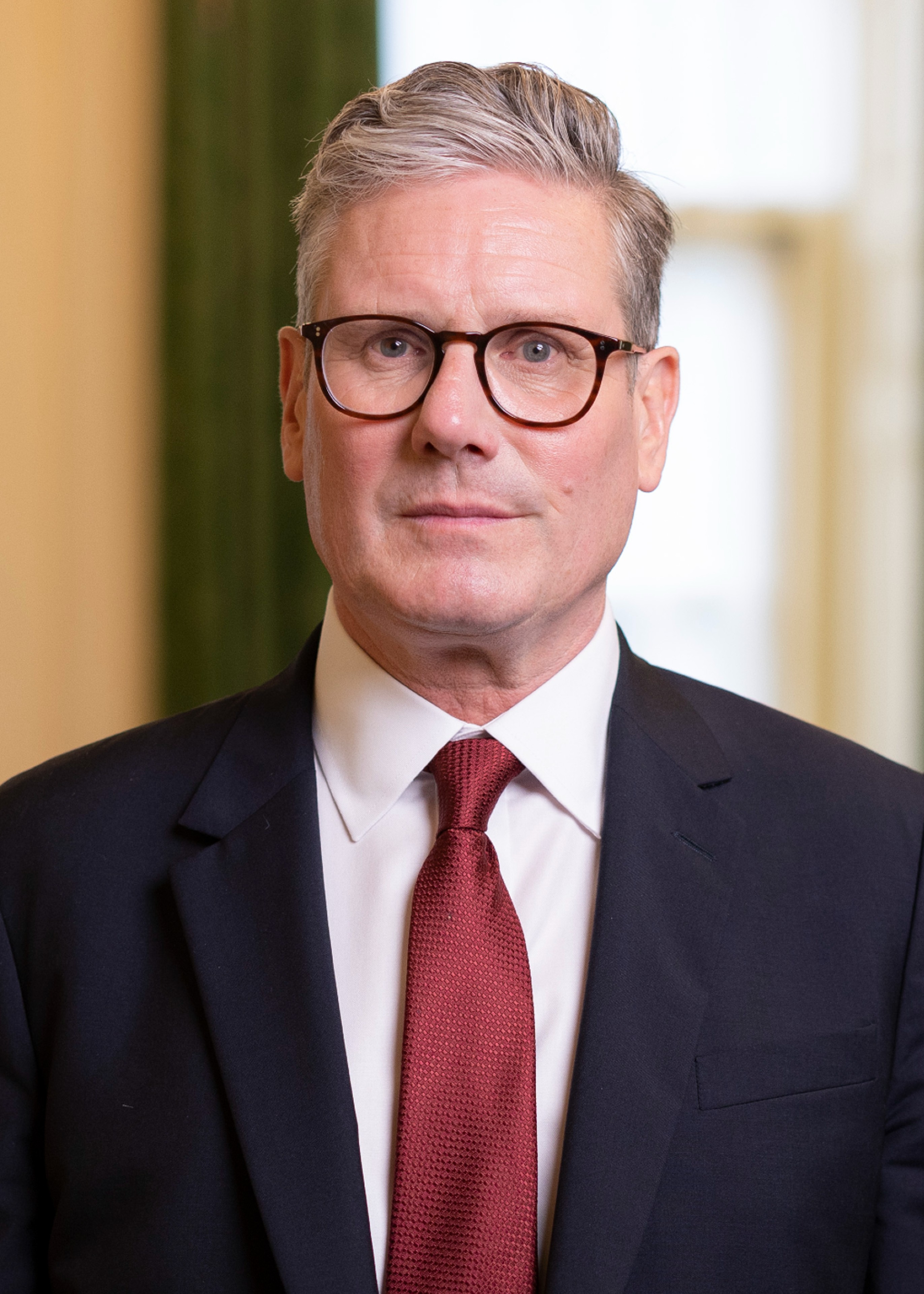
Keir Starmer

A 2024. július 4-én tartott választásokon a Munkáspárt minden addiginál elsöprőbb győzelmet aratott a 14 éve kormányzó Konzervatív Párton, a győzelemhez elemzések szerint a brexit okozta elégedetlenség is jelentősen hozzátett. A munkáspárti Keir Starmer miniszterelnök ugyanakkor úgy nyilatkozott, hogy az Egyesült Királyság az ő életében biztosan nem fog visszalépni az EU-ba. Ezzel szemben az EU-ban úgy számolnak, hogy hosszútávon a Munkáspárt is érdekelt abban, hogy a brit gazdaság vezető hatalommá váljon, ehhez pedig gyakoribb párbeszédet és egyeztetéseket kell folytatnia az EU-val.
Ennek egyik első lépéseként Starmer és Ursula von der Leyen, az Európai Bizottság  elnöke 2024 október elején a kétoldalú stratégiai együttműködés erősítéséről állapodott meg, ezután született döntés David Lammy brit külügyminiszter és Josep Borrell, az Európai Unió kül- és biztonságpolitikai főképviselője részéről, hogy „Külpolitikai Párbeszéd” (Foreign Policy Dialogue) névvel hathavonta ülésező egyeztető fórumot hoznak létre Nagy-Britannia és az EU között, aminek célja, hogy a kétoldalú stratégiai együttműködés részeként rendszeres stratégiai konzultáció váljon lehetővé a legfontosabb kérdésekről.
Közben kiderült, hogy a londoni City-ben több tízezer munkahely szűnt meg, miután több száz üzleti szereplő, bankok, biztosítók és vagyonkezelők települtek át már 2021-től kezdődően más uniós országba a brexit miatt. A folyamat negatív hatással lehet az ország versenyképességére és adóbevételeire is. Utólag az is látszott, hogy bár a jómódú ország úgy-ahogy, de nagyobb zavarok nélkül vészelte át a kilépés utáni éveket, igazán azok a rétegek váltak a brexit veszteseivé, akik leginkább támogatták azt, a vidéki térségek lakossága és annak ipara, miközben a brexit-párti ígéretekkel szemben semmilyen pozitív hatása nem volt.
A kilépés öt éves évfordulója kapcsán a kormányzat az egyértelműen negatív megítélés dacára próbált előnyökről is beszélni, szerintük „London szabadon hozzáigazíthatja pénzügyi szolgáltatási szektorának szabályozását a hazai piaci környezethez, és ez javítja a londoni pénzügyi központ versenyképességét.”
Az évforduló kapcsán a BBC is több szempontból elemezte az azóta eltelt időszakot, itt is azt állapították meg, hogy a megváltozott szabályok és a körülményesebbé váló beutazás, valamint letelepedés mellett a kisvállalkozások szenvedték meg inkább a brexit miatti adminisztratív változásokat.
2025. július 17-én Németország és Nagy-Britannia „barátsági szerződést” kötött egymással, a kensingtoni szerződésnek elnevezett 27 oldalas dokumentumot, amelyet egy 17 pontból álló akcióterv is kiegészít, Friedrich Merz német kancellár és Keir Starmer brit miniszterelnök írta alá. A szerződés értelmében további együttműködések lépnek életbe  védelmi és gazdaságpolitikai téren, illetve a határon átnyúló bűnözés és illegális bevándorlás elleni erőfeszítések elmélyítésének érdekében, ezen kívül beutazási kedvezmények is szerepelnek benne.